# 144496 Рейнґард
144496 Рейнґард (144496 Reingard) — астероїд головного поясу, відкритий 14 березня 2004 року.
Тіссеранів параметр щодо Юпітера — 3,331.